# Mikael Källman
Paul Mikael Källman, född 12 februari 1964 i Karis, är en finlandssvensk handbollstränare och före detta handbollsspelare. Källman är Finlands i särklass mest framgångsrika handbollsspelare genom tiderna. 1992 blev han den första utländska spelaren att bli utsedd till Årets spelare i tyska Bundesliga. Sedan dess har endast tre andra icke-tyskar uppnått detta, Nikola Karabatić, Filip Jícha och Andy Schmid.

## Spelarkarriär
Källman har blivit vald till Finlands bästa handbollsspelare 14 gånger: 1985–1996 (12 gånger i följd) samt 2000 och 2002.

### Klubblagsspel
Källman började spela handboll som 12-åring i BK-46 från Karis år 1976 och spelade i representationslaget 1980–1987.
1987 blev han proffs i tyska Bundesligan i klubblaget SG Wallau-Massenheim. I Wallau-Massenheim valdes han till den bästa utländska spelaren fyra säsonger och publiken valde honom till hela Bundesligans bästa spelare 1992. Han vann tyska mästerskapet två gången, tyska cupen två gånger, tyska supercupen en gång och IHF-cupen (nuvarande EHF-cupen) en gång. Efter nio år kom Källman tillbaka till Finland och spelade en säsong i Ekenäs IF och en i BK-46. Därefter flyttade Källman tillbaka till Tyskland, till TUSEM Essen, där han spelade i två år. I slutet av karriären spelade Källman i BK-46 2000–2003. Totalt gjorde Källman 2 560 mål i FM-serien.

### Landslagsspel
I Finlands landslag spelade Mikael Källman 116 landskamper och gjorde under dessa totalt 768 mål (6,6 mål/match). Sin första A-landskamp spelade Källman den 7 februari 1982 mot Belgien. Han gjorde fem mål i den matchen. Den hundrade landskampen spelade han den 6 november 1994 i Riihimäki mot Sverige. Sin sista landskamp spelade Källman den 6 april 1997 mot Schweiz.

## Tränarkarriär
Mikael Källman tränade Karislaget BK-46 från säsongen 2001/2002 till säsongen 2007/2008. De två första säsongerna var han spelande tränare, men 2003 avslutade han sin spelarkarriär och karriären fortsatte endast som tränare. Han ledde BK-46 till tre finska mästerskap. Säsongen 2008/2009 bytte Källman klubb till HC West från Grankulla, och vann direkt första säsongen som tränare för laget den Finska cupen.
I juni 2009 Källman skrev Källman på ett tvåårigt kontrakt som förbundskapten för Finlands herrlandslag.
Säsongen 2009/2010 lyckades ett skadeförföljt HC West, lett av Källman, ta FM-silver. För bedriften blev Källman utsedd vid säsongens slut till årets tränaren.
2010/2011 lyckades Källman leda sitt HC West till klubbens första FM-guld. De slog Cocks från Riihimäki med 3-0 i matcher i finalserien. På vägen slog man ut Sjundeå IF i semifinal, också där med 3-0 i matcher.

## Familj och civilkarriär
Mikael Källman bor i Ekenäs och arbetar som polis. Han är gift med Camilla Källman och fyrabarnsfar. Hans son Benjamin Källman spelar fotboll.